# José do Menino Jesus
Dom José do Menino Jesus (Josef vom Kinde Jesus), OCD (* 26. Juli 1735 in Jacobina, heute Bundesstaat Bahia, Brasilien; † 14. Januar 1791 Castelões, Kreis Tondela, Distrikt Viseu, Portugal) war ein portugiesischer Geistlicher. Er war Mönch sowie Bischof von São Luís do Maranhão und von Viseu.

## Leben und Wirken
Dom José wurde in der Zeit des Kapitanats Bahia (Capitania da Baía de Todos os Santos) geboren. Er trat am 1. März 1761 in den Orden der Unbeschuhten Karmeliten ein und wirkte fortan als Geistlicher in der Pfarrei Jacobina. 
Papst Pius VI. weihte ihn am 30. November 1780 zum Bischof von São Luís do Maranhão. Er blieb Bischof dieses Bistums bis zum April 1783. Dann wurde er zum Bischof von Viseu in Portugal ernannt, in diesem Amt blieb er bis zu seinem Tod.
Auch war er Hofgeistlicher und Beichtvater des portugiesischen Königs Peter III. von Portugal und Algarve.